# توم جونسون (ملاكم)
توم جونسون (بالإنجليزية: Tom Johnson)‏ (15 يوليو 1964 بإيفانسفيل في الولايات المتحدة - ) هو ملاكم أمريكي، صنّف ضمن فئة وزن الريشة ‏.

## روابط خارجية
- توم جونسون على موقع بوكس ريك (الإنجليزية) (registration required)